# 知花昌一
知花昌一（1948年5月11日—），沖繩縣和平運動家、反戰地主。1998年至2010年任讀谷村議會議員。
出生於美國託管琉球中頭郡讀谷村，沖繩大學肄業。學生時代曾擔任自治會委員長，並參加沖繩復歸運動。此後經營超市和民宿，同時參與沖繩島戰役中琉球人集體自殺事件的調查等和平運動。
1987年，在沖繩國民體育大會期間，知花昌一將懸掛於讀谷村壘球場的日本國旗扯下並當眾燒毀。此次事件在沖繩甚至日本全國大規模報導，知花昌一也因此在1989年獲得了多田謠子反權力人權賞。
1996年4月，因美軍楚邊通信所（通稱象之檻）中的所有地使用期限已到，知花昌一發起了將土地歸還原有家族的運動。但翌年日本政府改正了美軍用地特別措置法，使得使用期限事實上獲得了半永久性延長的的可能。此後代替設施在金武町的キャンプ・ハンセン設置，而成為閒置設施的土地則依據特別措置法，於2006年7月31日因使用期限到期歸還給知花昌一；其他借用地則於同年末陸續歸還給其他地主。
著有《被燒毀的日之丸 從基地之島沖繩讀谷開始》（焼きすてられた日の丸 基地の島・沖縄読谷から）一書。